# Sint-Martinuskerk (Lahnstein)
De Sint-Martinuskerk (Duits: Sankt Martinus-Kirche) is een rooms-katholieke parochiekerk in Lahnstein in de Duitse deelstaat Rijnland-Palts.

## Bouwgeschiedenis

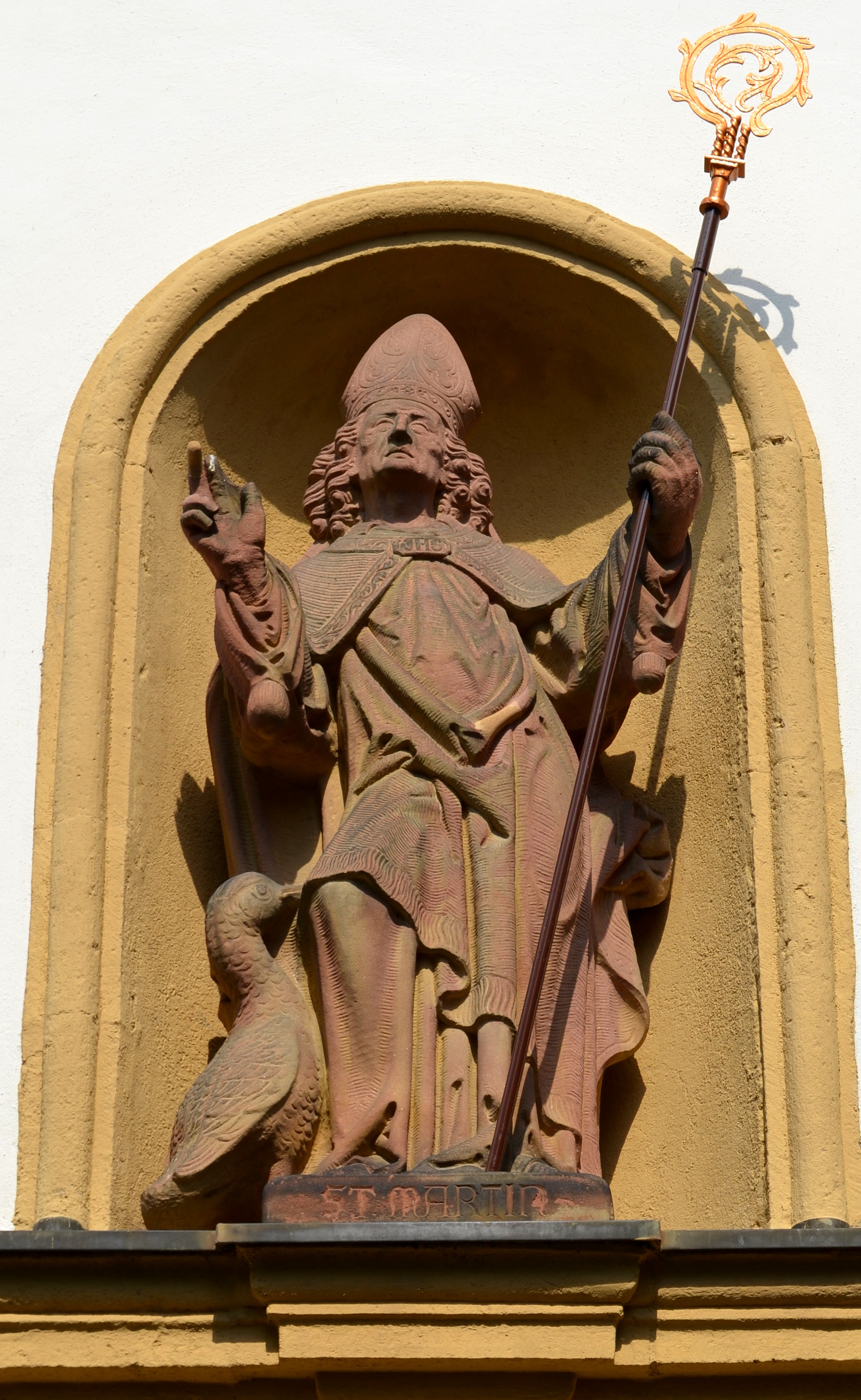
Beeld van Martinus van Tours met gans boven het westelijk portaal

De oudste bouwdelen van de kerk zijn de rond 1190 gebouwde laatromaanse flanktorens aan het koor van de oorspronkelijk romaanse basiliek. Terwijl de noordelijke toren in de oude vorm bewaard bleef, werd de zuidelijke toren in de 14e eeuw voorzien van een gotische spits met hoekpyramides. Het gotische koor van twee kruisgewelven met een muurtabernakel werd rond 1332 gebouwd. In 1775 werd het oude romaanse kerkschip afgebroken. Op de plaats verrees een barok kerkschip, het huidige middenschip. Tegen het einde van de 19e eeuw werden de beide neogotische zijschepen aangebouwd.
In 1954 werden de muren van de torens naar het interieur van de kerk uitgebroken, waardoor een veel grotere altaarruimte ontstond.

## Interieur
Boven het westelijke ingangsportaal bevindt zich een beeld van de heilige Martinus met een gans.
Uit de gotische periode bezit de kerk een beeld van Anna te Drieën en een Madonnabeeld. Verder heeft de kerk een piëta uit de 15e eeuw. Het vesperbeeld is afkomstig uit de gotische Wenzelkapel te Oberlahnstein. Het epitaaf in het koor van pastoor Richter met een genadestoelmotief stamt uit 1554.
De drie grote barokke beelden van Johannes de Doper, Johannes de Evangelist en de Moeder Gods werden tijdens de secularisatie van het toen gesloten premonstratenzer klooster Rommersdorf uit Heimbach-Weis overgenomen.
In het rechter zijschip bevindt zich tegenwoordig het voormalige hoogaltaar met voorstellingen uit het leven van de heilige Martinus. Het werd in 1905 door de Keulse beeldhouwer August Schmidt gebouwd. In het linker zijschip staat het neogotische Jozef-altaar uit 1911. Het werd gebouwd door de beeldhouwer P. Tillmanns uit Erkelenz. De gesloten vleugels tonen een voorstelling van de geboorte van Christus.
Bij de hoofdingang rechts bevindt zich een beeldengroep van de heilige Antonius uit het atelier Caspar Weis, Lahnstein (1919).
De vensters in het koor tonen scènes uit het leven van Sint-Martinus. Neogotische glasmozaïeken sieren het altaar. Het moderne altaarkruis stamt uit 1974.
De westelijke muur wordt beheerst door de barokke orgelgalerij. Het orgel dateert van 1742 en werd door de beroemde orgelbouwer Johann Michael Stumm gebouwd. Het orgel bezit 21 registers en werd voor het laatst in 1968 gerenoveerd.

## Klokken
Het gelui bestaat uit een vijftal klokken. De zwaarste klok, de Martinusklok, weegt 5700 kg en is de grootste klok van het Midden-Rijndal.

## Afbeeldingen

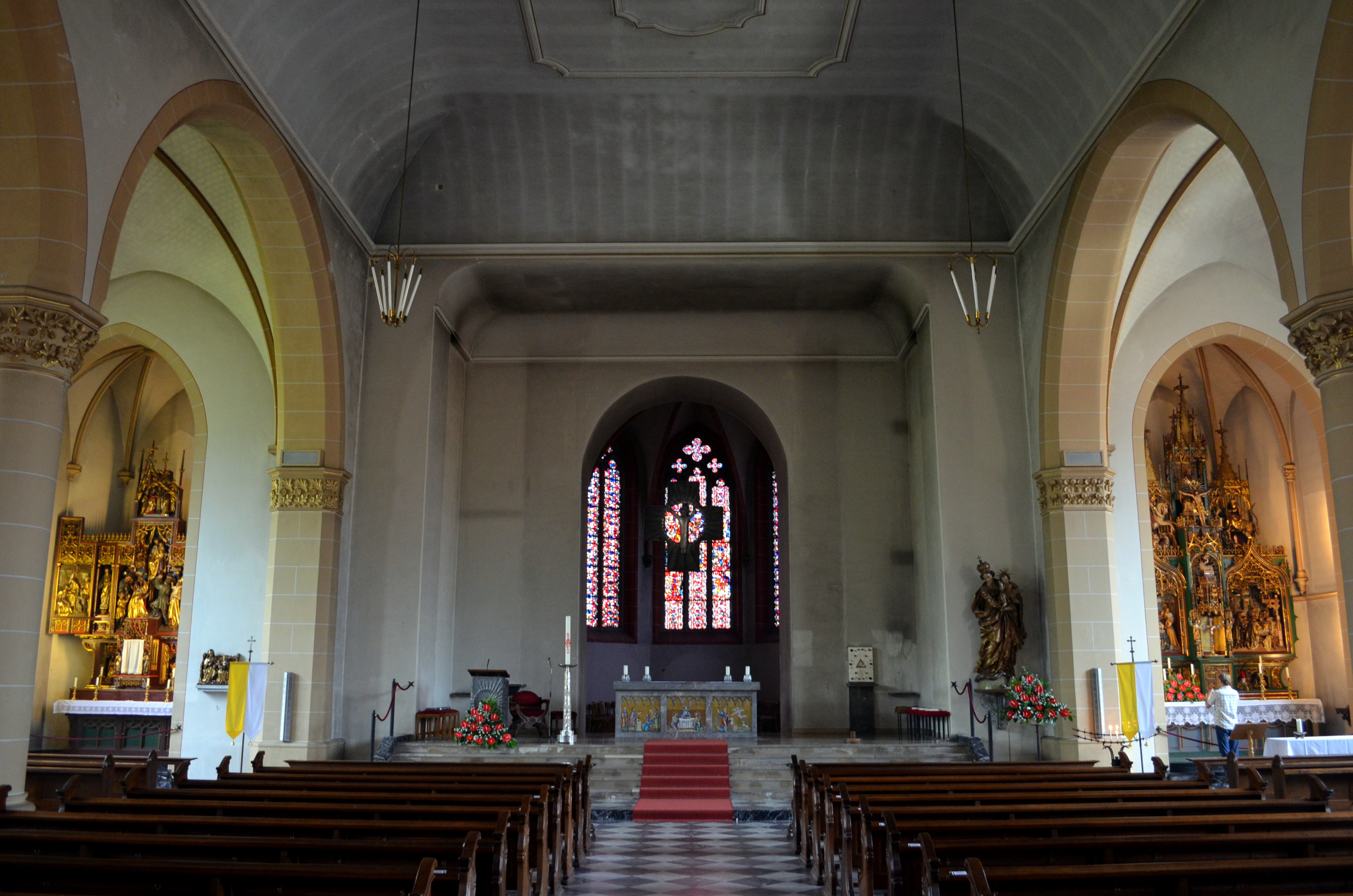
Interieur
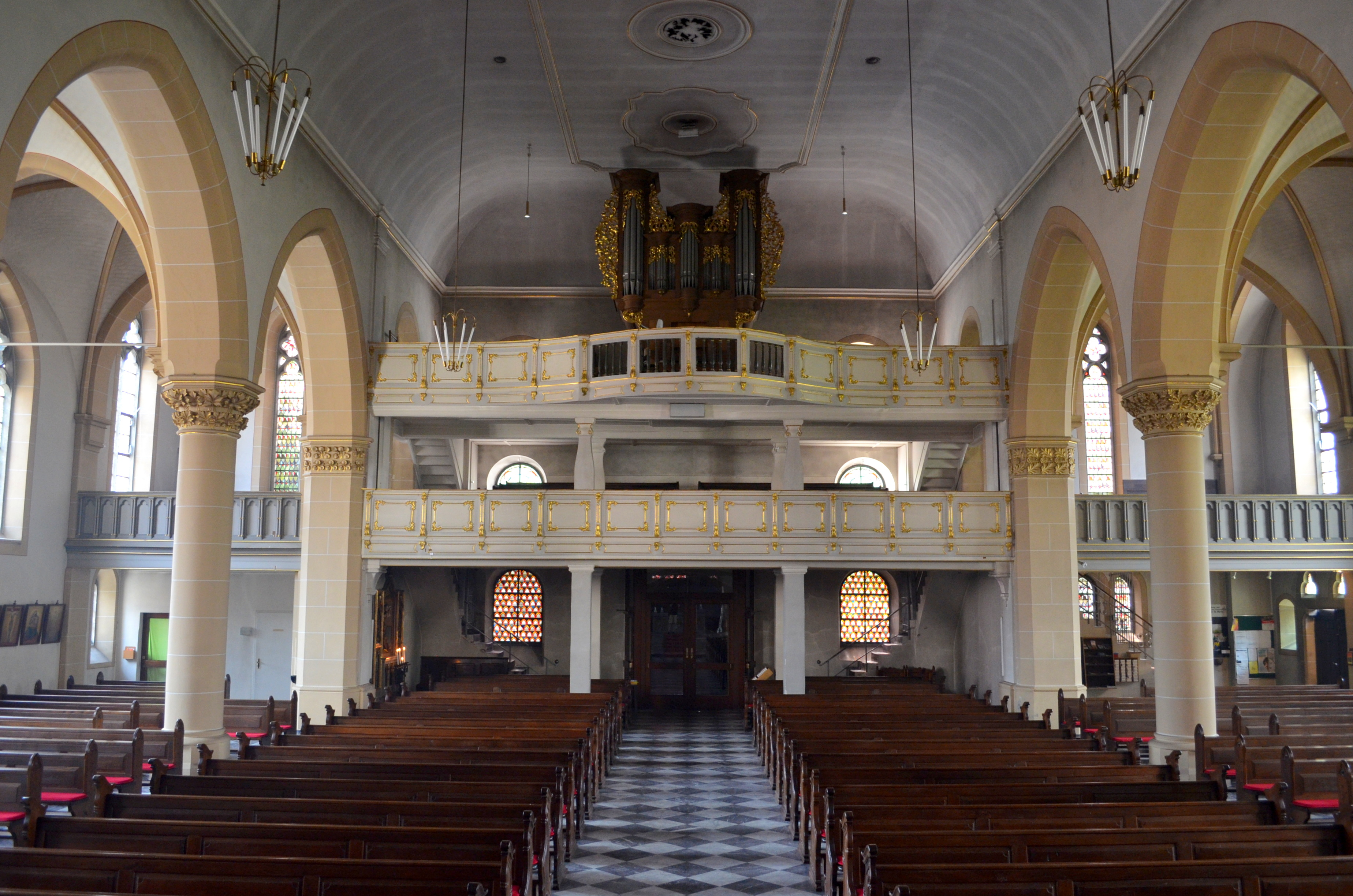
Barokke orgelgalerij
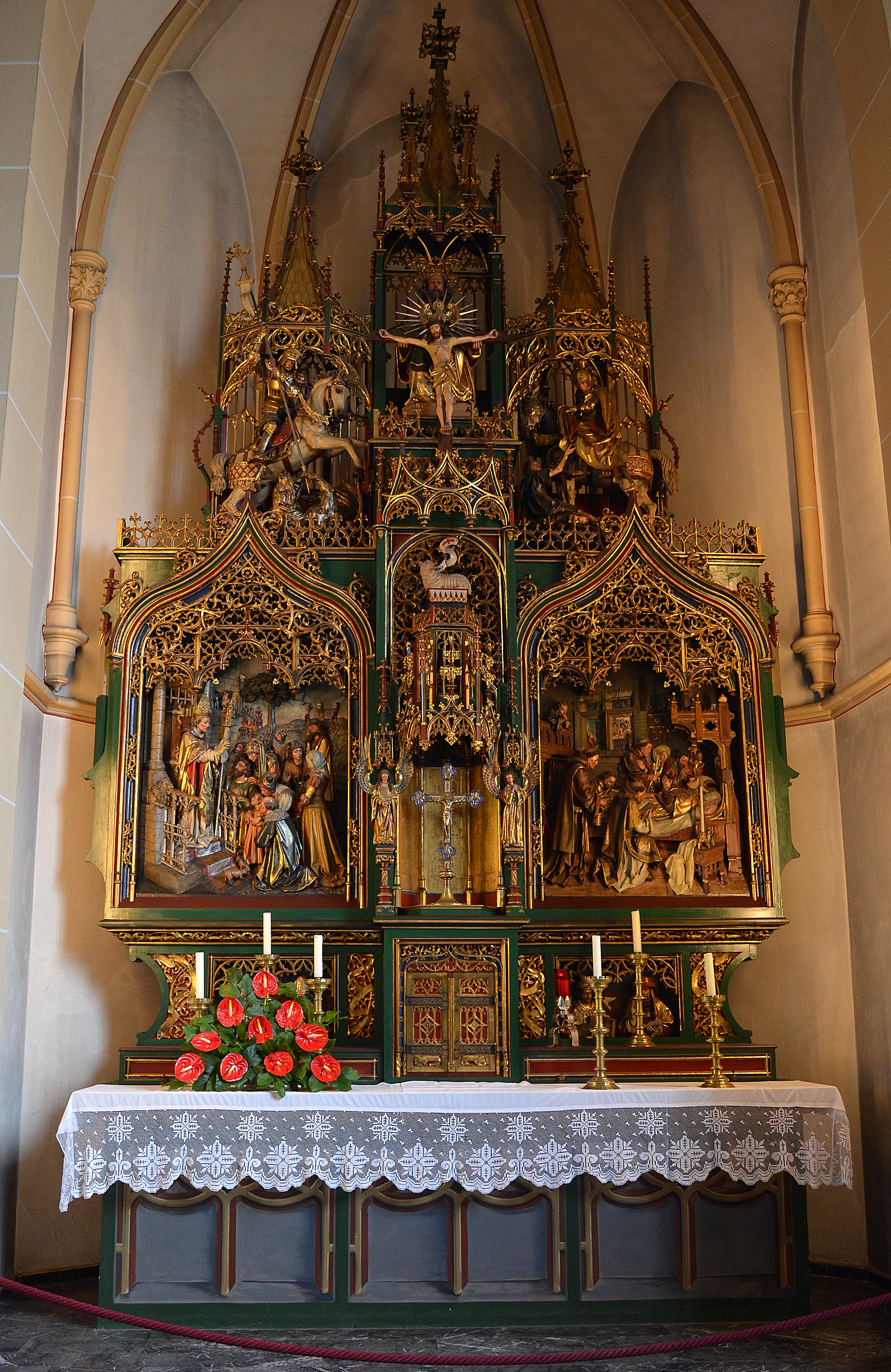
Hoogaltaar (tegenwoordig in het zuidelijk zijschip)
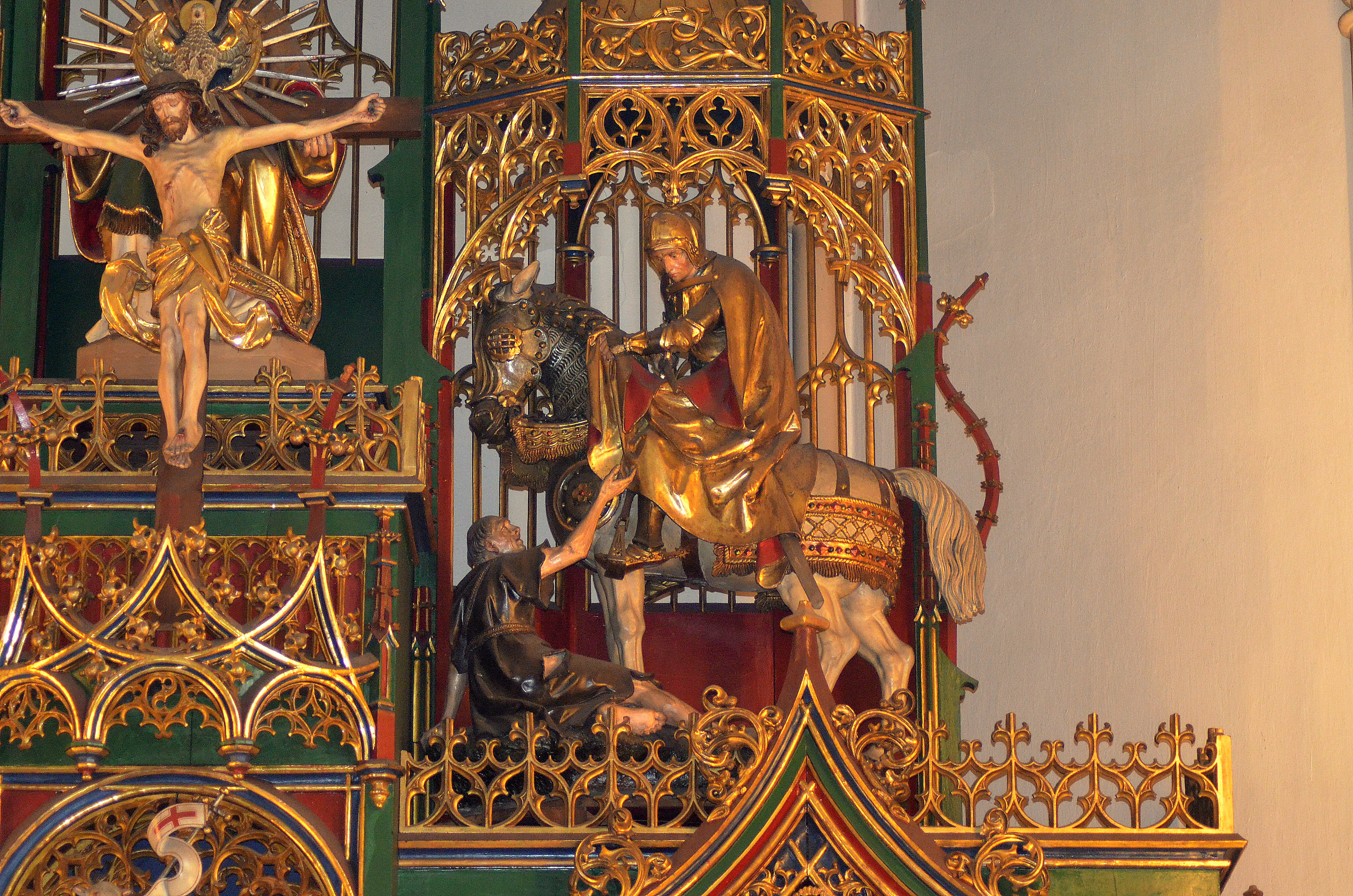
Detail hoogaltaar
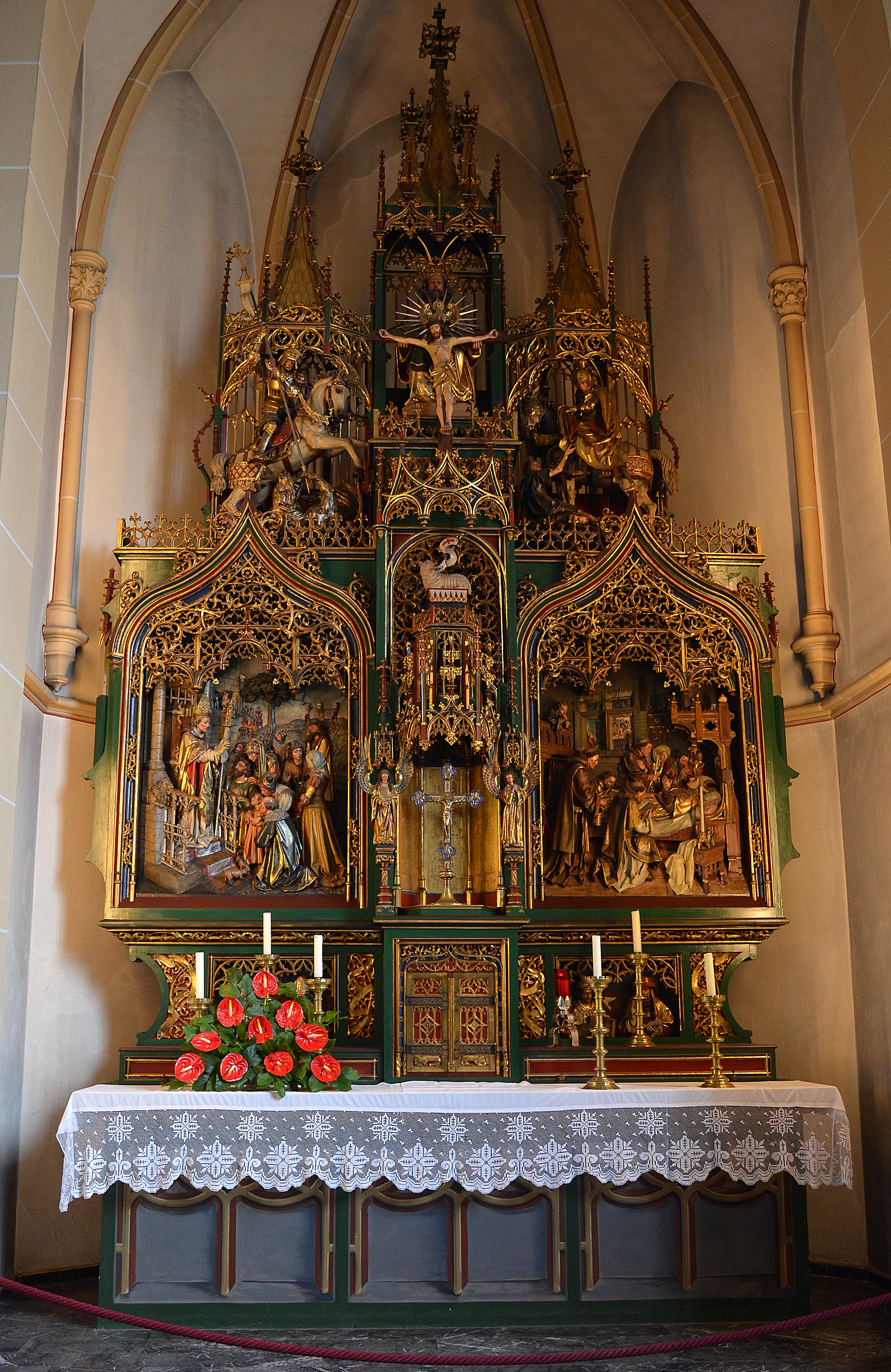
Jozefaltaar
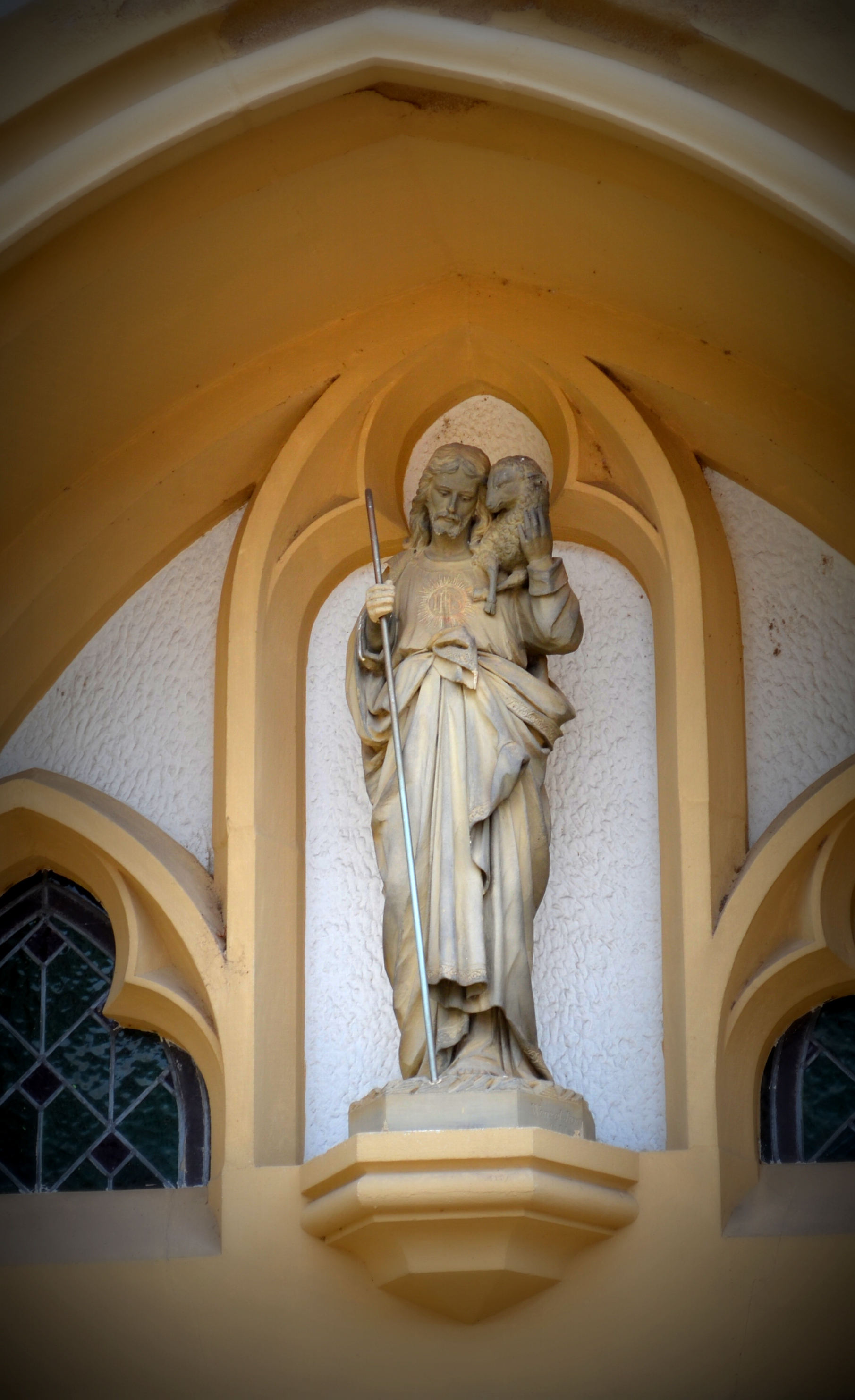
Portaalbeeld van de Goede Herder